# Šibenski kotar
Šibenski kotar je bio jedan od kotara u austrijskoj carskoj pokrajini Dalmaciji. Obuhvaćao je općine: ...  Prostirao se je 1900. godine na 962 km2.
1900. su godine u Šibenskome kotaru živjela 51.293 stanovnika.